# 围棋史
围棋起源于中国，其具体年代不得而知，最早记载见于春秋时期。两汉时期为17路棋盘，南北朝时扩大到19路，传入朝鲜半岛。唐朝时围棋获得了很大发展，并传入日本。日本从16世纪晚期的安土桃山时代开始，渐次发展出职业围棋制度，名家辈出。从19世纪晚期有围棋国际交流开始，到1990年代初期，日本一直在世界棋坛居于统治地位。朝鲜半岛古时也有围棋，但规则与中日两国差异较大。韩国现代围棋从1940年代起步，1990年代中期到2000年代前半制霸国际赛场。中国古棋至清代前期达到一个高峰；后经晚清的衰落，直到现代逐渐复兴。围棋从19世纪晚期开始向东亚以外地区传播，至今棋迷已遍布全球。2016年，英国DeepMind公司研发的人工智能围棋程序AlphaGo在分先比赛中战胜人类围棋世界冠军，围棋迎来新纪元。

## 中国古棋

### 秦以前
传说中尧看到儿子丹朱不够聪明，便发明围棋，并教他下围棋。晋代张华《博物志》中，有“尧造围棋，以教子丹朱”与“舜以子商均愚，故作围棋以教之”的记载。《史记·五帝本纪》：“尧知子丹朱之不肖，不足授天下，于是乃权授舜。”也有另一种看法，认为“夏人乌曹作赌博围棋。”（《潜确类书》） 
围棋最早的可靠记载见于春秋时期的《左传·襄公二十五年》：“……大叔文子闻之曰：呜呼……今宁子视君不如弈棋，其何以免乎？心不免矣！”，讲到宁喜拥立卫殇公后又打算废掉，正如围棋的得而复弃。
春秋时，孔子也提到了围棋：“饱食终日，无所用心，难矣哉！不有博弈者乎，为之，犹贤乎已！”（《论语．阳货》）
《左传》和《孟子》也都有关于“弈”（即围棋）的记载。
早期围棋的棋盘规格多样，黑先还是白先也没有一定之规（至清初才约定俗成为白先黑后），像是西藏圍棋仍是白先黑後。势子的摆放与现代围棋也有所不同，例如《玄玄碁經》中著名的「天地覆載圖」。

### 汉魏晋

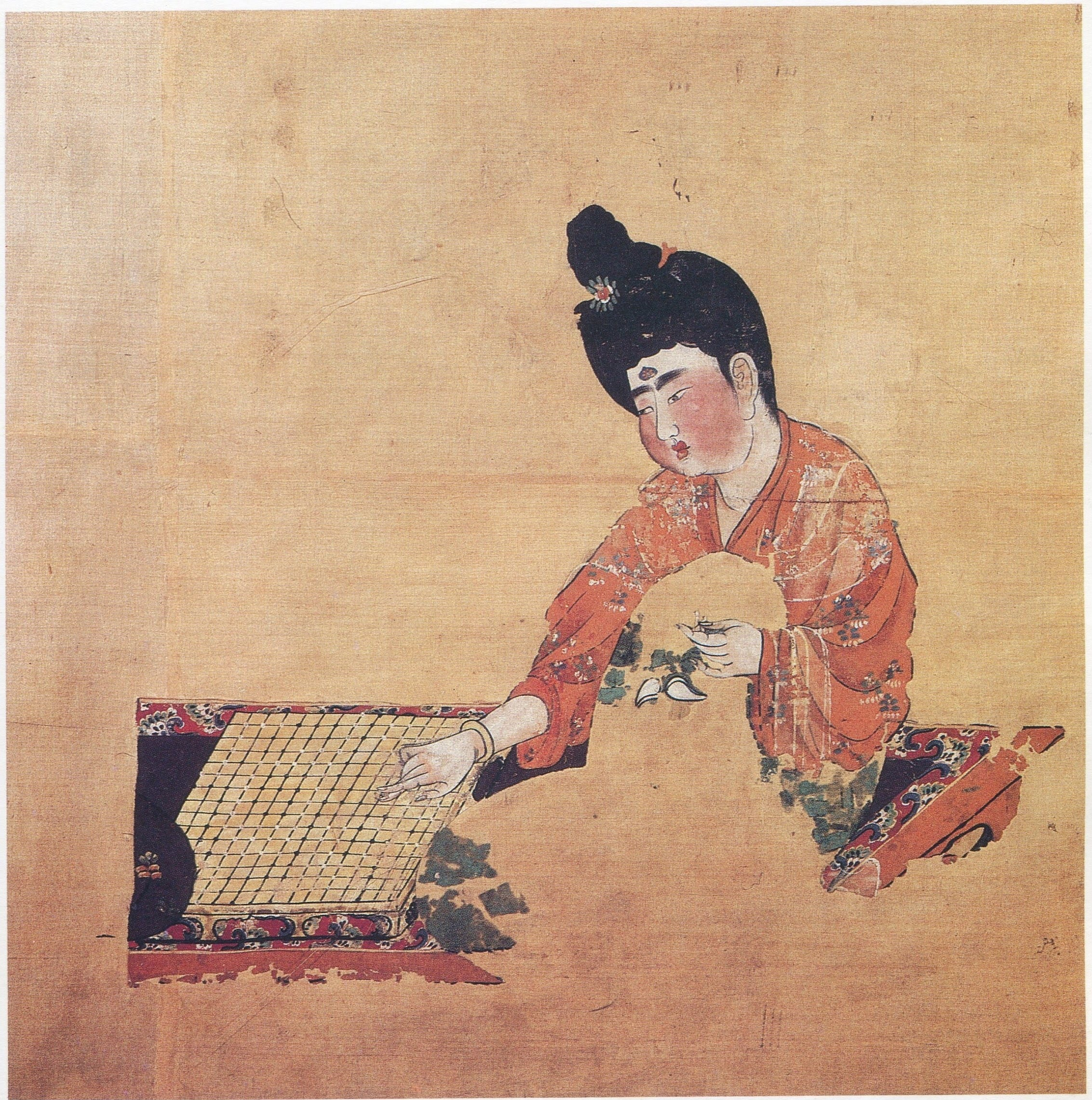
《弈棋仕女图》绢画，1972年出土于吐鲁番阿斯塔那187号张氏夫妇合葬墓，执棋贵妇应為唐代六品官吏之妻。

在此期间，围棋常常与以掷色子为主的六博并称为博弈，成为上层社会中常见的游戏。但是，在西汉年间，以赌赛运气为主的“六博”，远远流行于比赛智力为主的“弈”。直到东汉，这种情况方才得到改善，围棋由于其与军事的类似，受到了日益重视。班固的《弈旨》被认为是世界第一部围棋专业书籍，马融则在其《围棋赋》中首次提出了“三尺之局兮，为战斗场”的思想，当时的著名人物，如曹操、孙策、王粲等，都是围棋高手。
中国目前现存最早的棋谱是三国时的“孙策诏吕范弈棋图”。但是根据在东汉墓葬出土的棋具和曹魏邯郸淳的《艺经》记载，这个时期的棋盘是十七道的，棋子也是方形。因此，有人据此提出，十九道的“孙策诏吕范弈棋图”是后人假托。这个时期，在中国，对角星的势子摆放已经固定。

### 南北朝
在这个时期，围棋在南方成为文人雅士的时尚活动，棋盘扩大到十九道，棋子仍为方形。南朝设棋品制度和围棋州邑制度，将专业围棋手分为不同的级别，予以一定的待遇。
南朝宋的褚胤七岁就达到高品，棋艺冠绝当时，被宋文帝誉为天下五绝之一，但在宋孝武帝年间因父谋反受牵连伏诛，时人痛惜。
梁武帝亲做《围棋赋》，提倡围棋，使围棋进入了一个黄金时期。
圍棋傳入朝鮮半島。 
梁武帝甚至举办过一次全国性的围棋大赛。这也是有据可查的最早的一次全国性比赛。参赛人数众多。在比赛结束后，被评上品级，也就是入段的棋手就有278人。

### 隋唐

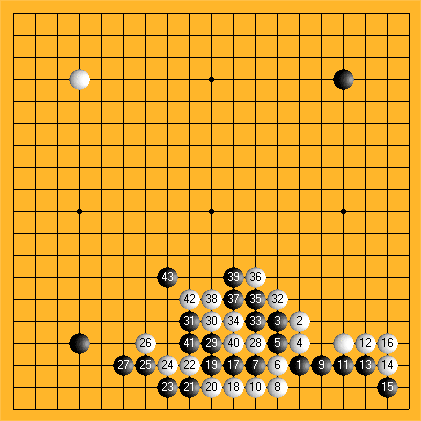
王积薪（黑）骊山老媪（白）

圍棋最遲在唐朝初期傳到了西藏，相傳松贊干布的大臣瓊波·邦色是一位圍棋高手。後來圍棋由藏族人改為西藏圍棋。
中国到了唐朝时，围棋迅速发展。宫中设立了棋待诏一职，专门供养棋士陪皇帝下棋。王积薪是开元盛世得第一国手，他总结出的围棋十诀：“不得贪胜，入界宜缓，攻彼顾我，弃子争先，舍小就大，逢危须弃，慎勿轻速，动须相应，彼强自保，势孤取和”，被认为是围棋的经典理论。传说中，“王积薪梦青龙吐棋经九部授己，其艺顿时精进”。唐朝天宝年间，为躲避“安史之乱”，王积薪来到四川，遇到骊山老媪的婆媳对弈（传说）。宋朝的《忘忧清乐集》记载了王积薪的“一子解双征”棋谱（有争议，一说是顾师言对日本王子局）。
围棋在唐朝传入了日本。当时在长安有很多公费和自费的日本留学生。他们在中国学习各种先进的知识，其中也包括棋艺。《美国百科全书》1977年版《围棋在世界的流传》条目中确认的时间条目说，公元735年前后，中国唐代围棋传入日本的时间。而在唐朝以前的魏晋时期，围棋已经传入朝鲜半岛。1200多年中日韩围棋三国演义的萌芽自此形成。
开元25年，即公元738年，棋手杨季鹰随同特使出使新罗，也就是现在的朝鲜，结果杨季鹰棋高一招，新罗棋手无人能敌。100多年以后，第一次较为正式的中日围棋“对抗赛”在长安进行。对弈双方是顾师言和日本王子“高岳亲王”。顾师言就是在这局棋中下出了被称为神来之笔的“三十三招镇神头”，一举锁定了胜局。

### 宋元
宋代张拟模仿《孙子兵法》撰写了《棋经十三篇》，对后世的围棋理论及实践有深远影响。北宋时期的刘仲甫对围棋著述甚多，有《忘忧清乐集》、《棋势》、《造微》、《精理》、《棋诀》等。北宋时期的范仲淹、欧阳修、司马光、王安石、苏东坡、黄庭坚等文人、忠臣，也都有很高的围棋造诣。
元朝的严德甫、晏天章编写了《玄玄棋经》，收录了前人大量的理论著述以及大量围棋死活题、定式。

### 明清
明末著名国手过百龄写下著名的《官子谱》，收录了各种围棋手筋。不过，民间用棋赌博的风气一度很兴盛，明太祖朱元璋甚至颁布过禁棋令。
清初盛世，围棋高手也层出不穷。康熙年间，棋聖黄龙士獨步天下，让學生徐星友三子大战十局，写下著名的《血泪篇》，為讓子棋的名譜。乾隆四年（1739年），施定庵与范西屏雙雄爭霸，在浙江平湖傳下了著名的当湖十局，棋局驚心動魄，招法妙絕古今，為中國古棋巔峰之作。
明清时期的众多棋手除了下指导棋、传授弟子外，收入主要依靠观棋者（大部分是显宦、富商和上层文人）的“帮彩”和“赌彩”。这显然是一种靠天吃饭的收入模式。如果是处于太平盛世，达官显贵们有很多的闲情冶志，民间的围棋活动就会多一些，棋手的生活也会十分稳定。“诸子争雄竞霸，累局不啻千盘”，“海内国手几十数辈，往来江淮之间”，王燮在《弈墨·序》就是这样描述的清初棋坛的盛况。而一旦民生凋敝，棋手生活拮据。围棋水平自然也就每况愈下，后继乏人。
从乾隆后期开始中國圍棋水平急速下降，晚清最後一位大國手周小松評價當湖十局：用意精深，不便隨意評解，自欺欺人。之後的國手如汪云峰等，据估计更要被授二子才能與周小松抗衡。清末民初，日本棋手高部道平多次訪華交流，高部当时段位仅四段（1912年升五段），却可以讓中國一流國手兩子。

### 民国时期
清末到北洋政府时期，段祺瑞府上聚拢了一批当时中国最强的棋手，包括汪云峰、顾水如、刘棣怀、过旭初等人。其中顾水如曾到日本学棋数年并被授予四段段位。1914年，吴清源出生。1926年，吴清源执白胜刘棣怀，成为中国实际上的第一人。1928年，吴清源赴日。

## 日本古棋

### 从围棋传入到室町时代
按日本传统说法，围棋系由遣唐使吉备真备带回。

### 战国时代到江户时代
日本战国时代的日海和尚成为当时统治性的高手，受到织田信长的推崇和赞助，以后又继续得到丰臣秀吉、德川家康的重视。日海后来成为寂光寺的住持，居于本因坊，而改名本因坊算砂。算砂为本因坊家的创始人，而他的几个弟子又自立门户建立了安井家、井上家，加上林利玄创始的林家，合称江户围棋四大家。四大家皆实行指定继承人的世袭制度。

### 明治时代到战前
明治维新取消了四大家的俸米，职业棋手不得不自谋出路，人数大为萎缩。1879年，村濑秀甫、中川龟三郎、小林铁次郎等人组建方圆社，这是一个近代化的围棋组织。1923年9月发生关东大地震，1924年日本棋院在整合了原本因坊家、方圆社的势力的基础上成立。

## 现代围棋
目前职业棋手以中国大陆、台湾、日本、韩国為主，但近期歐美國家也在迅速发展。业余围棋则有上百个国家参与。
现代围棋以吴清源和木谷实發起新布局为前奏，以本因坊秀哉名人于1938年引退为起点。

### 吴清源时代
1938年，本因坊秀哉决定引退，将世袭360年之久的“本因坊”头衔转给日本棋院拥有。秀哉退休后，名人（即九段）腾出，当时日本棋坛八段以上成为真空，七段位的，除了几位元老级棋士外，年轻的棋士只剩下木谷实和吴清源了。为决定谁是日本棋坛的王者，读卖新闻社决定主办“吴清源、木谷实擂争十局棋”，由于比赛地点在神奈川县的镰仓，后世得名“镰仓十番棋”。镰仓十番棋至1940年10月第六局下完後，吳清源五勝一敗，將木谷實的交手棋份降為先相先，吴清源时代就此拉开序幕。1939年至1956年间，吴清源共展开十次升降十番棋，依次把木谷实、雁金准一、藤泽朋斋、桥本宇太郎、坂田荣男、岩本薰、高川格七位超一流棋手全部打为先相先或定先，被尊为「昭和棋聖」。

### 坂田时代
1961年，坂田榮男和吳清源並列第三屆日本最強決定戰冠軍，并同年获得本因坊战冠军。按惯例，本因坊持有者要和吴清源进行一次三番棋对抗赛，坂田最后2比1获胜。1963年，坂田集名人和本因坊两大冠军于一身；1961年和1964年兩次成为“七冠王”（获得了日本棋院8个比赛中的7个冠军），為其全盛期，1967年本因坊战七连霸，成为第二十三世名誉本因坊荣寿。坂田此后虽然依旧实力强劲，但在1965年和1968年吴清源门下林海峰先后夺去名人和本因坊頭銜后，渐渐失去了其对日本棋坛的统治。

### 超一流棋手時代
超一流棋手時代始於1965年林海峰奪得名人，止於趙治勳2003年奪得三星杯世界冠軍。吴清源门下的林海峰及木谷实门下的大竹英雄、石田芳夫、加藤正夫、武宫正树、赵治勋、小林光一瓜分了日本這一時期的大多数頭銜战冠军。不过，此阶段的日本围棋，前期有大豪如坂田榮男、藤澤秀行等宝刀不老，后期亦有依田紀基、柳時熏、王立誠、小林覺等后起之秀羽翼渐丰。此阶段也是世界比赛创办、围棋真正迎来国际化的时代（见后文）。

### 韩国围棋1945-1987
韩国自古围棋盛行，但都是“巡将”围棋，其规则与中日两国差异较大。李朝结束后，日式围棋开始引入朝鲜，并很快变得与巡将围棋同样流行。韩国职业围棋的开创者为赵南哲（1923－2006）。赵是木谷实门下，1941年入段，1943年回国。为了推广日式围棋，赵南哲曾把棋具放在小车里，推着车走街串巷挨家挨户去免费教人下棋。1945年，赵南哲创立汉城棋院，并曾先后改名为朝鲜棋院、大韓棋院。之后旋即毁于朝鲜战争。
1954年韩国棋院成立。职业头衔战开始举办。赵南哲自然是长期居于统治地位，直到金寅于1963年从日本归国。之后便是金寅时代。1972年曹薰铉归国，韩国又进入曹薰铉时代，一直到世界锦标赛创设、李昌镐崛起。

### 中国围棋1949-1983
1949年中华人民共和国建立后，中国专业围棋水平相当低。从1960年开始，每年举办中日围棋友谊赛。其中，1961年第二届来华访问的日本围棋代表团中的55岁伊藤友惠五段（女性）横扫中国当时顶尖棋手，八轮全胜。1964年改称中日围棋对抗赛，一直举办到1991年。
1962年全国个人赛后根据成绩授予43人以专业段位，最高五段，这是中国首次实行段位制。不久之后围棋段位制随着各种等级制一起被撤销。1982年，中国恢复实行段位制。

### 国际比赛时代

#### 中日圍棋擂台赛时代
1976年在中日围棋对抗赛中，率团访日的聂卫平战胜当时日本超一流选手石田芳夫九段，以6胜1负的成绩在当时的围棋强国日本被称为“聂旋风”。当时除聂普遍被认为拥有超一流水平外，中国围棋与日本围棋就整体实力而言，差距依然明显。1984年，中日棋界共同倡导举办中日围棋擂台赛为促双方交流。日本《棋》周刊当时公布了一项民意测试：在三千多名投票者中，只有27个人认为中国队会胜。而这27个人中24人是在日的中国留学生；在中国《围棋天地》杂志的投票也只有20%的爱好者预测中国队会胜。结果1985年在首届擂台赛上，江铸久、聂卫平相继连胜，中国队夺得冠军；至1988年，中國主將聶衛平带领中国队连续三次夺冠并创下了11連勝，在中国掀起了一场圍棋熱，並催生世界大賽應氏杯和富士通杯的創辦。

#### 韩流-李昌镐时代
1989年「圍棋皇帝」曹薰鉉3-2擊敗聶衛平，奪得首屆應氏杯世界冠軍，開啟了韩流時代。
李昌镐时代：1992年曹薰鉉弟子李昌鎬以16歲奪得东洋证券杯世界冠軍，並在1996-2005十年之間，獨孤求敗，建立「李昌鎬王朝」。
韓流時代，始於1989年曹薰鉉奪得應氏杯冠軍，止於2012年李世石奪得三星杯冠軍。

#### 李世石、古力爭霸時代
李世石全盛期：始於2002年奪得富士通杯世界冠軍，止於2012年奪得三星杯世界冠軍。
古力全盛期：始於2006年奪得LG杯世界冠軍，止於2015年奪得春蘭杯世界冠軍。李古雙雄，年齡相同，戰蹟相當，號稱「绝代雙驕」。2012年三星杯決賽，李世石以兩個半目，總比分2-1戰勝古力奪冠，為兩人生涯巔峰之作。2014年古力李世石十番棋，李世石以總比分6-2取勝，但當時兩人都已不在巔峰。

#### 中國井噴-群雄時代
2013年，中國連奪六個世界大賽冠軍，至2014年初，中國在連續七個世界大賽奪冠，而且七個冠軍分屬七位年輕棋手（只有陳耀燁是1989年出生，其餘都是90後），中國誕生七位年輕「一冠群」，特別是陳耀燁和唐韋星在決賽擊敗李世石，象徵新時代到來。

#### 柯潔、朴廷桓、井山裕太
- 柯潔：2015年至2016年初，一年奪三冠，大有席卷天下之勢，特別是第二届夢百合杯3-2擊敗李世石奪得第三座世界冠軍，創下空前觀注和無數話題。至2019年1月已奪七座世界冠軍。
- 朴廷桓：李世石之後的韓國最強者，長期保持國內第一，國際賽場上和柯潔是一時瑜亮，至2019年，四座世界冠軍。
- 井山裕太：从2012年开始在日本國內制霸，並在2016、2017年兩度完成七冠制霸偉業，但面對中韓頂尖棋手，仍稍落下風。

### 围棋的全球推广
围棋于19世纪晚期开始成规模的传入欧洲。在此进程中的第一大站是德国。
日本为围棋在全世界的推广用力最早、最多，以致西文中的围棋术语多来自日语。1980年代以降，中国、韩国也大力参与推广围棋。
1996年，美國宇航员丹巴利（Daniel T. Barry）博士與日本宇航员若田光一博士在太空梭奮進號上進行首次太空圍棋對弈，他們使用一套特別設計的太空圍棋棋具，由Wai-Cheung Willson Chow所造。兩位對弈宇航员因此得到日本棋院授予的榮譽段位。
圍棋運動现已遍佈世界各地，唯日本、韓國、中國大陸和台灣最為興盛；西方國家已漸熱；東南亞正在發展中。

#### 東南亞的圍棋發展
泰國因「泰國圍棋之父」蔡绪锋 企業家(泰國正大集團副董事長)的大力推廣，使泰國自1993年成立協會開始至今，學棋人口達超過百萬人眾。
新加坡圍棋協會在新加坡設立了兩個棋所，提供圍棋教學的服務，當中更有一些從台灣、中國特聘而來的職業棋士。
馬來西亞圍棋在近年來逐漸發展中，並且在不同地區進行推廣。在西馬吉隆玻，圍棋愛好者組成了一個圍棋協會，並經常參與新馬泰圍棋交誼賽。此外，西馬霹靂州怡保在2011年成立了一間圍棋棋院，目前正積極推廣圍棋教育。棋院在推廣期間舉辦了各種賽事和圍棋推廣講座，其中包括與馬來西亞圍棋協會合辦的第一屆亞洲圍棋錦標賽-富達杯，這也是馬來西亞歷史上規模最大的圍棋比賽之一。
在東馬，棋手陳俊鳴等象棋國手也開始推廣圍棋。古晉市的象棋棋院將圍棋項目植入其中，並在各地推廣兒童圍棋教育。這些努力表明圍棋在馬來西亞的發展趨勢良好，並且得到了越來越多的圍棋愛好者的關注和支持。
汶萊圍棋仍有待發展，目前还没有建立圍棋協會，有一群熱愛圍棋分子，學棋者多數是大学生及少年，兒童圍棋市場仍小。
印尼有許多人開始愛上圍棋，然而目前苦無英文圍棋教材的翻译不便，使之圍棋教育暫時滯止難前，目前已有改善，學棋人口漸漸增加。

## 人工智能時代
2016年1月27日，《自然》發表了Google DeepMind开发 AlphaGo 的論文，于2015年10月，在未讓子的挑戰中，以5:0戰績，擊敗歐洲圍棋冠軍——職業圍棋二段樊麾。這是電腦程式首次在公平比賽中擊敗職業棋手。2016年3月，AlphaGo在韓國首爾以4:1擊敗棋士李世乭。 2017年5月，AlphaGo在中国乌镇围棋峰会的三局比赛中以3:0击败当时世界排名第一的中国棋手柯洁。
谷歌2017年的論文發布後，圍棋AI變得越來越強了。

## 外部連結
- 中國圍棋史話
- 日本圍棋故事
- 围棋史话（页面存档备份，存于）